# 心理测量者剧场版：天意
《心理测量者剧场版：天意》是一部 2023 年的赛博朋克犯罪动画电影，属于《心理测量者》系列。该片由I.G动画制作制作，由盐谷直义执导。这部电影于 2022 年 8 月首次官宣，作为庆祝《心理测量者》 10 周年纪念的一部分，由东宝发行。该片由花泽香菜、关智一、野岛健儿、伊藤静、泽城美雪、佐仓绫音等主演。它是《心理测量者》第三季及其续集电影《心理测量者3：FIRST INSPECTOR》的前传。剧情以被称为“和平破坏者”的准军事部队在日本各地发动的一系列恐怖袭击开始，监视官常守朱和她的团队对此进行调查，并得到了她的前同事、有打击“和平破坏者”经验的外务省人员狡啮慎也的协助。狡啮慎也在《心理测量者 SS》中结束了他的雇佣兵生涯并返回日本。
导演盐谷直义希望制作一部既能让普通观众也能让《心理测量者》的忠实粉丝享受的电影。他精心设计了吸引回归观众的策略，重点关注了现在已经是前辈的常守朱。电影评论普遍给予了积极评价，常守朱的发展以及与之前作品中失踪的狡啮慎也的合作得到了积极评价，但主题引发了褒贬不一的评价。这部电影在日本的票房收入为640,825美元。

## 剧情大纲
2118年1月，常守朱以公安局总督察身份出席会议时接到报告称一艘外国船只发生了事故。事件的背后，是行动科长期以来追查的“和平破坏者”的存在。而这就是一件大案子的开始。